# 大黒摩季 LIVE BEATs
『LIVE BEATs』（ライブ・ビーツ）は、大黒摩季の映像作品である。VHSとDVDで発売している。

## 概要
- 大黒摩季初の映像作品。レインボースクエア有明の初ライブから1999年の3rdライブまでを収録。
- 初ライブとは思えないほどの大掛かりな演出。これにも本人は驚いており、初めてのライブからこんな壮大なことはやるつもりはなかったと語っている。
- 全てのギター、サウンドプロデュースに葉山たけしが参加している。
- 大黒がこの作品がでた翌年にビーイングを離脱したため、ビーイングから発売した本人公認の作品は、ビーイング復帰を果たすことになる16年後の『Greatest Hits 1991-2016 〜All Singles +〜』まで途絶えることになる。
- 2020年4月11日に大黒が自身のYouTubeチャンネルで初ライブである「'97 LIVE NATURE #0〜Nice to meet you〜」を振り返る際に途中までこのライブDVDを使って振り返っていた（途中からLIVE NATURE ＃0 〜Nice to meet you!〜のDVDに差し替えている）。

## 収録曲
1. オープニング…'97 LIVE NATURE #0〜Nice to meet you〜
2. いちばん近くにいてね…'97 LIVE NATURE #0〜Nice to meet you〜
バックダンサーが登場。この初ライブの模様の一部は「ミュージックステーション」でも生中継された。
3. 愛してます…'97 LIVE NATURE #0〜Nice to meet you〜
一部省略。
4. FIRE…'99 LIVE NATURE #3 Shine of Rain SPECIAL "Rain of Shine"
5. 別れましょう私から消えましょうあなたから…'99 LIVE NATURE #3 Shine of Rain SPECIAL "Rain of Shine"
一部省略。
6. ドキュメント映像…'97 LIVE NATURE #0〜Nice to meet you〜
7. 永遠の夢に向かって…'97 LIVE NATURE #0〜Nice to meet you〜
8. 熱くなれ…'97 LIVE NATURE #0〜Nice to meet you〜
演出で花火が登場。
9. チョット…'98 EXTRA BEATs"おひさしブリッツ"
1番のみ。
10. DA・KA・RA…'97 LIVE NATURE #1 "POWER OF DREAMS"
1番のみ。
11. Rainy Days…'97 LIVE NATURE #0〜Nice to meet you〜
ギター2本のみの演奏。
12. あなただけ見つめてる…'98 LIVE NATURE #2 "BEST BEATs"
ツインドラム。終わり方が最も派手であった。
13. ゲンキダシテ…'99 LIVE NATURE #3 Shine of Rain SPECIAL "Rain of Shine"
バックのブラス隊、コーラス隊が演出を行っている。
14. 夏が来る…'99 LIVE NATURE #3 Shine of Rain SPECIAL "Rain of Shine"
演出で花火が登場。
15. ROCKs…'97 LIVE NATURE #0〜Nice to meet you〜
初めてのライブで自分の姿を初めて現したため、自分でそれまでの都市伝説を否定した。
16. ら・ら・ら…'97 LIVE NATURE #0〜Nice to meet you〜
このライブのラストナンバー。歓喜あまって号泣しながらステージを走る姿が見られる。この音源は「MAKI OHGURO BEST OF BEST〜All Singles Collection〜」に先に収録されている。
17. 夢の続き…エンディング